# Chloé Zhao
Chloé Zhao, születési nevén Csao Ting (赵婷, Zhào Tíng, Peking, 1982. március 31.–) kétszeres Oscar- és Golden Globe-díjas kínai filmrendező. 2021-ben az első nem fehér bőrű nő, valamint a második nő lett, aki rendezői Oscart vihetett haza.
Legismertebb filmje A nomádok földje, melyért számos díjat elnyert, de ő rendezte a 2021 novemberében bemutatásra kerülő Örökkévalók című Marvel-filmet is.

## Élete és pályafutása

### Gyermek- és fiatalkora
Zhao Pekingben született, édesapja Csao Jü-csi (Zhào Yuji), aki a Shougang Groupnál, Kína egyik legnagyobb acélgyártójánál dolgozott vezető pozícióban, később pedig ingatlanfejlesztéssel kezdett foglalkozni. Édesanyja kórházban dolgozott és a Kínai Népi Felszabadító Hadsereg előadótársulatának volt a tagja. Zhao önmagát lázadó tiniként írta le, aki mangát rajzolt és fan fictiont írt. Imádta a filmeket, különösen Vóng Ká-vaj (Wong Kar-wai) Édes2kettes című alkotását. Gyerekkorától fogva hatással volt rá a nyugati popkultúra is.
15 éves volt, amikor szülei az angliai Brighton College bentlakásos iskolába küldték tanulni, annak ellenére, hogy alig beszélt angolul. A középiskolát Los Angelesben fejezte be. Szülei elváltak, apja újranősült, Szung Tan-tan (Song Dandan) komikát vette feleségül.
A massachusettsi Mount Holyoke College-ban szerezte meg alapdiplomáját politikatudományból. Később a New York Egyetem Tisch School of the Arts intézetében filmgyártást tanult.

### Pályafutása
Zhao 2015-ben debütált játékfilmrendezőként Songs My Brothers Taught Me című filmjével, mely egy amerikai indián testvérpárról szólt és a Sundance Filmfesztiválon vetítették először. Később a cannes-i fesztiválon is bemutatták a Rendezők Kéthete keretében.
2017-ben mutatták be A rodeós (The Rider) című modern westernfilmjét. Akárcsak az első filmje esetében, Zhao itt is szerepeltetett nem professzionális színészeket, olyan embereket, akik a forgatási helyszínen éltek. A film a cannes-i Rendezők Kéthete szekcióban elnyerte a Művészi Film Díját.
Zhao 2018-ban rendezte harmadik játékfilmjét, A nomádok földje (Nomadland) címmel, Frances McDormanddal a főszerepben. A Velencei Nemzetközi Filmfesztiválon mutatták be 2020-ban, ahol elnyerte az Arany Oroszlán díjat. A nagyközönség számára 2021. február 19-én mutatta be a Searchlight Pictures. Zhao elnyerte a a legjobb rendezőnek járó Golden Globe-ot, amivel az első ázsiai rendezőnő lett, akt díjaztak. 2021. április 25-én Zhao az Oscar-díjat is. Kína cenzúrázta a sajtóban és a közösségimédia-platformokon Zhao történelmi Oscar-győzelmét, a kínai keresők nem adnak rá találatot.
2018 szeptemberében a Marvel Studios felkérte Zhaót, hogy rendezze meg az Örökkévalók című szuperhősfilmet, melyet 2021 novemberében mutatnak be.

## Filmográfia
| Év   | Cím                          | Rendező | Forgatókönyvíró | Producer | Vágó | Megjegyzések                        | Hiv.   |
| ---- | ---------------------------- | ------- | --------------- | -------- | ---- | ----------------------------------- | ------ |
| 2015 | Songs My Brothers Taught Me  | Igen    | Igen            | Igen     | Igen | Kino Lorber                         |        |
| 2017 | A rodeós (The Rider)         | Igen    | Igen            | Igen     | Nem  | Sony Pictures Classics              |        |
| 2020 | A nomádok földje (Nomadland) | Igen    | Igen            | Igen     | Igen | Searchlight Pictures                |        |
| 2021 | Örökkévalók (Eternals)       | Igen    | Igen            | Nem      | Nem  | Walt Disney Studios Motion Pictures | [ 36 ] |